# Valdecilla (Cantabria)
Valdecilla es la capital del municipio de Medio Cudeyo (Cantabria, España). En el año 2021 contaba con una población de 820 habitantes (INE). La localidad se encuentra a 70 metros de altitud sobre el nivel del mar, y está a 17,8 kilómetros de distancia de la capital cántabra Santander.

## El Marqués de Valdecilla
De este lugar era originario el indiano Ramón Pelayo de la Torriente (1850-1932), marqués de Valdecilla y grande de España, gran benefactor del municipio y de Cantabria, reconocido principalmente por su labor de mecenazgo en la construcción del Hospital Universitario Marqués de Valdecilla de Santander. En esta localidad se encuentra la Casa y finca del Marqués de Valdecilla, propiedad del Ayuntamiento de Medio Cudeyo, en la que se imparten cursos de verano de la Universidad de Cantabria, así como un museo dedicado a la vida y obra de tan ilustre indiano.